# Rivière-Bonaventure
Ne doit pas être confondu avec Bonaventure (rivière).

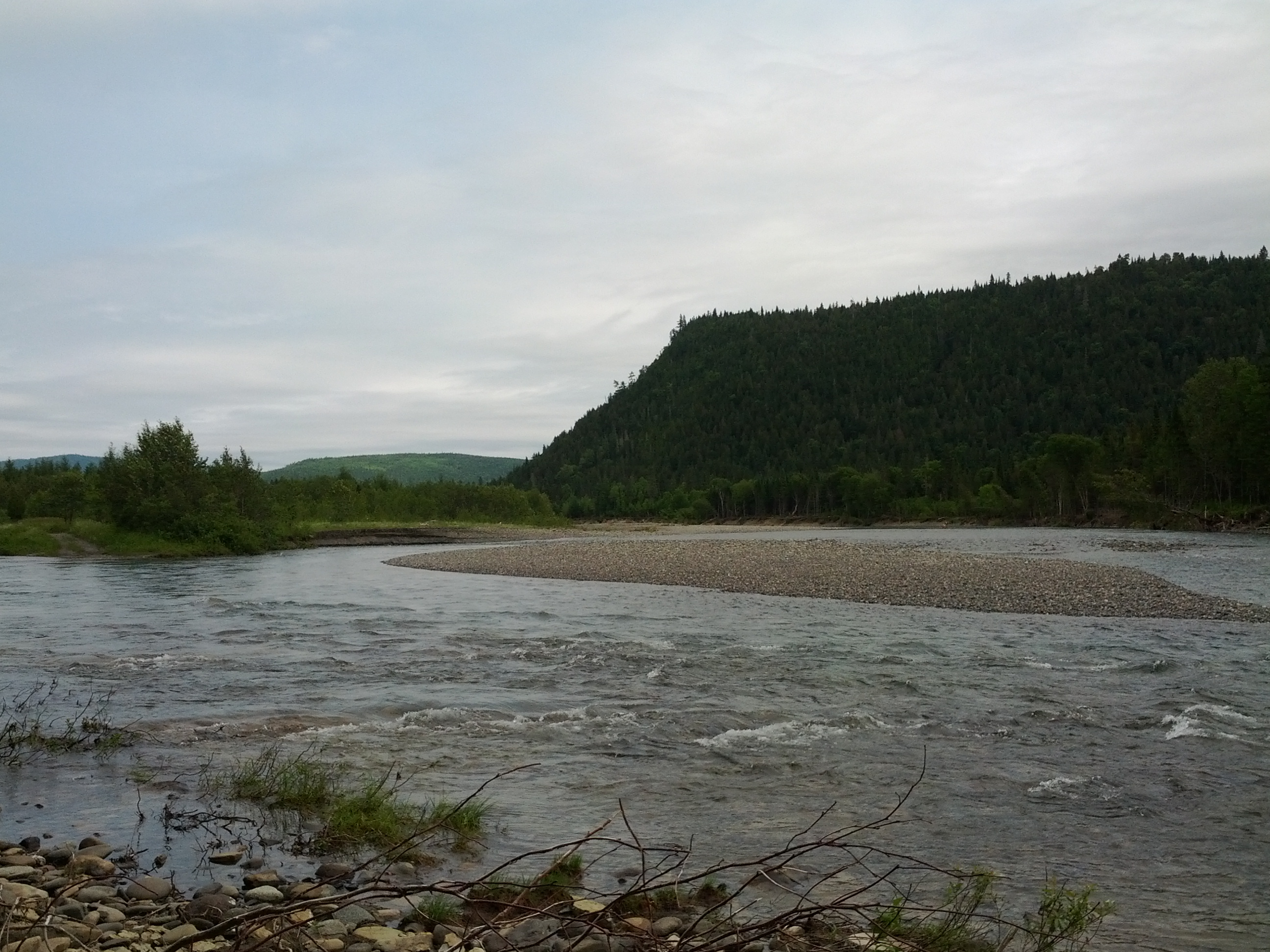
Rivière Bonaventure

Rivière-Bonaventure est un territoire non organisé situé dans la municipalité régionale de comté (MRC) de Bonaventure, dans la région administrative de la Gaspésie–Îles-de-la-Madeleine, au Québec, au Canada.

## Géographie
Plusieurs cours d'eau faisant partie du bassin versant de la rive nord de la baie des Chaleurs traverse le territoire :
- Bonaventure
- Rivière du Grand Pabos Sud
- Rivière Hall
- Rivière Duval
- Rivière Hall Ouest
- Rivière Garin
- Rivière Reboul
- Rivière Reboul Nord
- Rivière Bonaventure
- Rivière Bonaventure Ouest
- Rivière La Petite Ouest
- Petite rivière Cascapédia
- Rivière Nouvelle
- Petite rivière Cascapédia Ouest
- Rivière Angers
- Rivière Angers Sud
- Rivière Verte
- Rivière Stewart
- Ruisseau Grand Nord

## Toponymie
Selon la Commission de toponymie du Québec, le terme "Bonaventure" figure dans 73 toponymes sur le territoire du Québec.
Le toponyme "Rivière Bonaventure" est interreliée à quatre toponymes de même origine et qui sont des entités du même secteur de la Gaspésie: la zone d'exploitation contrôlée (Zec), le territoire non organisé (TNO), la municipalité et le hameau. Le toponyme "Rivière-Bonaventure" désignant le territoire non organisé a été inscrit le 13 mars 1986 à la Banque des noms de lieux de la Commission de toponymie du Québec.

## Démographie
Le recensement canadien de 2016 y dénombre 35 habitants. Selon le recensement canadien de 2011, la population était alors de 25 habitants. Sur le territoire, il y a 19 logements privés occupés par des résidents habituels, parmi 85 logements habitables.
| 2001 | 2006 | 2011 | 2016 | 2021 |
| ---- | ---- | ---- | ---- | ---- |
| 0    | 35   | 25   | 35   | 59   |